# Vũ Tiên (chòm sao)
Chòm sao Vũ Tiên 武仙, (tiếng La Tinh: Hercules) là một trong 48 chòm sao Ptolemy và cũng là một trong 88 chòm sao hiện đại, mang hình ảnh lực sĩ Hercules trong thần thoại Hy Lạp .
Chòm sao lớn này có diện tích 1225 độ vuông, nằm trên thiên cầu bắc, chiếm vị trí thứ 5 trong danh sách các chòm sao theo diện tích.
Chòm sao Vũ Tiên nằm kề các chòm sao Thiên Long, Mục Phu, Bắc Miện, Cự Xà, Xà Phu, Thiên Ưng, Thiên Tiễn, Hồ Ly, Thiên Cầm.

## Tên gọi
Tên gọi trong tiếng Anh được đặt theo tên một anh hùng nổi tiếng của Hy Lạp là Hercules
|  |

## Thiên thể
Các thiên thể đáng quan tâm
- Sao đôi Ras Algethi, ký hiệu α Her
- Cụm sao cầu M 13, có thể quan sát bằng mắt thường
- Cụm sao cầu M 92, mờ hơn M 13, nhưng có nhân sáng rõ hơn.

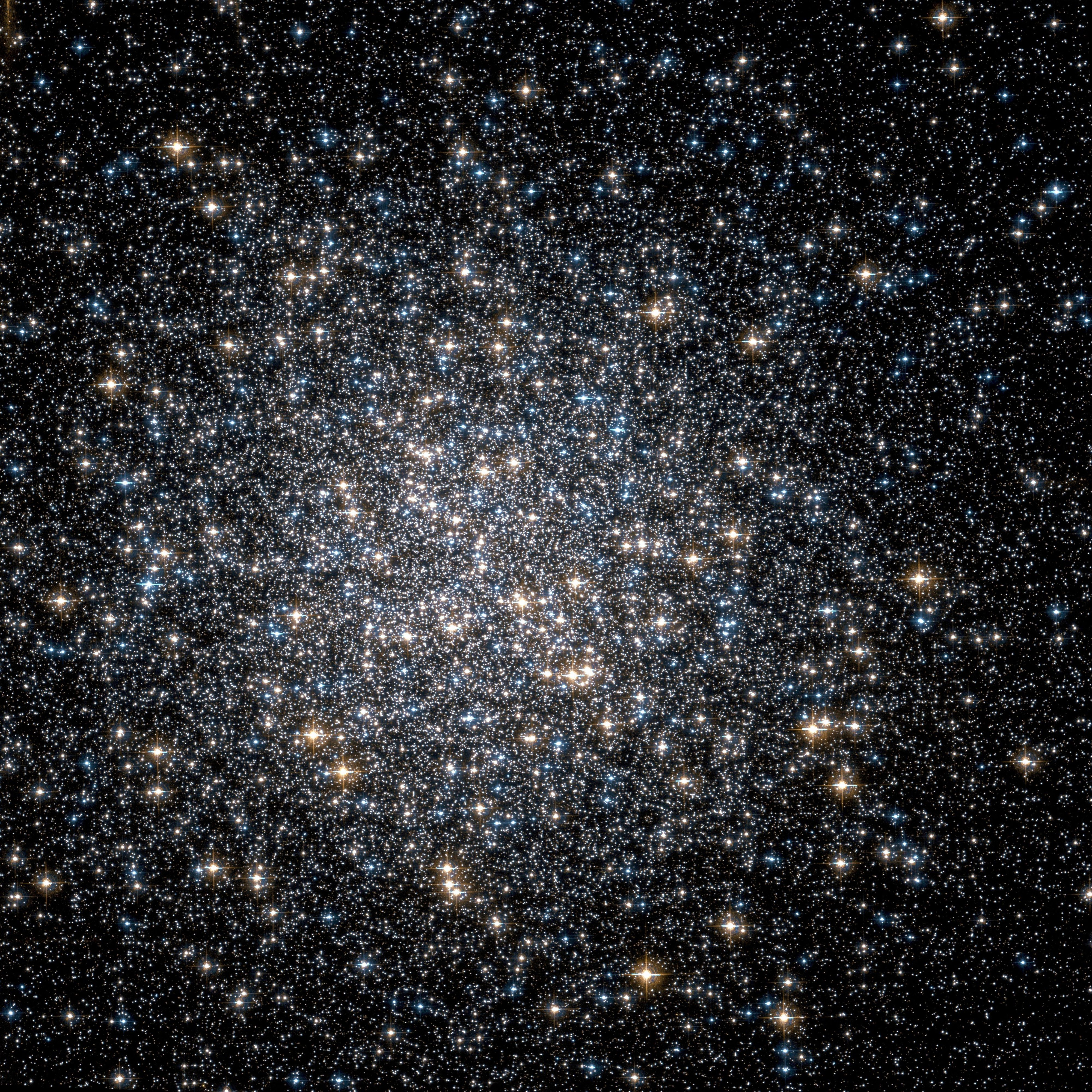
M 13
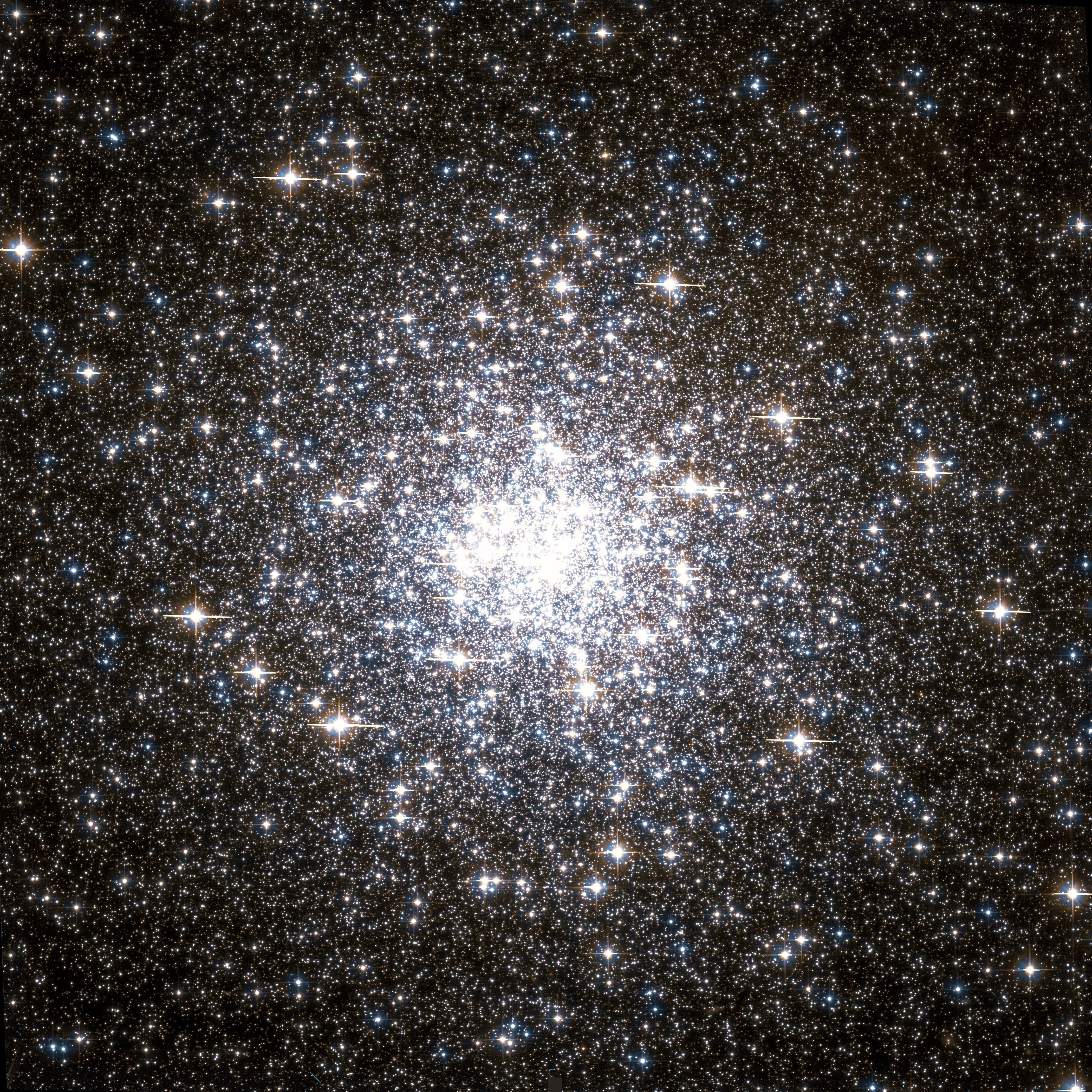
M92
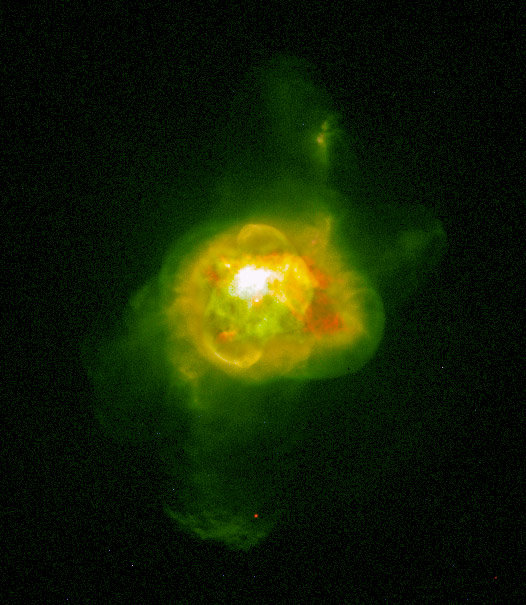
Tinh vân hành tinh NGC 6210
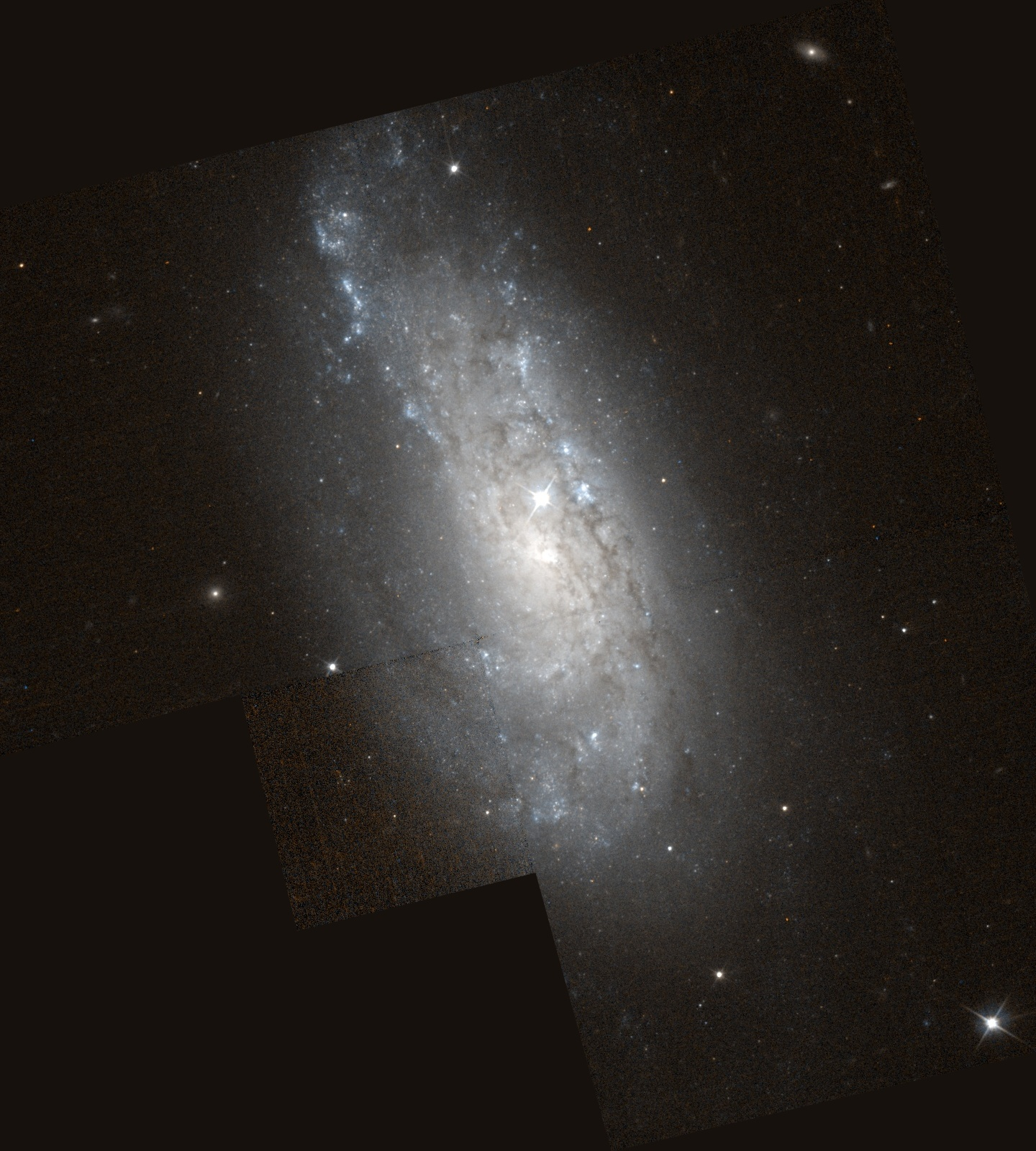
Thiên hà xoắn ốc NGC 6207
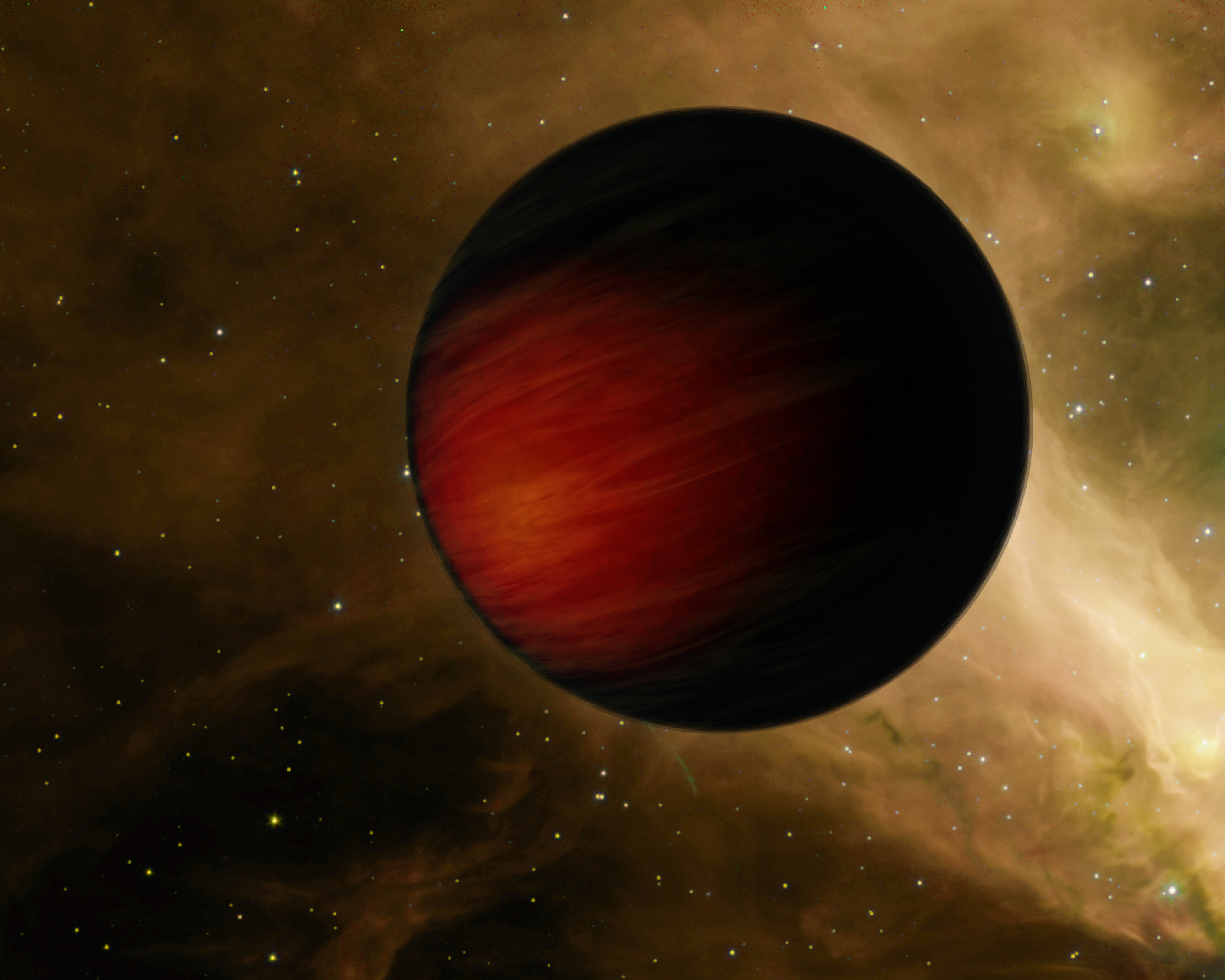
Ngoại hành tinh HD 149026 b